# Voodoo Extreme 3D
Voodoo Extreme 3D (Voodoo Extreme, VE3D) — вебсайт, присвячений комп'ютерним іграм всіх платформ та жанрів. Voodoo Extreme 3D висвітлює події індустрії комп'ютерних ігор, анонси ігор, заяви розробників і видавців, новини ігор, що вийшли та розробляються. VE3D є власністю корпорації IGN Entertainment.

## Історія
Сайт VE3D був запущений 10 грудня 1997 Біллі Вілсоном (англ. Billy "Wicked" Wilson) за адресою www.voodooextreme.com як повністю самостійний проєкт.
15 квітня 2003 ріка компанія IGN Entertainment, власник мережі ігрових сайтів, включаючи IGN.com та GameSpy, оголосила про придбання сайту VE3D. Після покупки веб-адреси сайту змінилася на ve3d.ign.com.
У березні 2005 року у віці 33 років помер засновник сайту Біллі Вілсон.
8 липня 2009 ріка сайт VE3D залишив один з головних редакторів Роберт Говард (англ. Robert "Apache" Howarth).
Наприкінці січня 2012 року було оголошено, що у зв'язку з важким фінансовим становищем IGN було урізано бюджет співробітників Voodoo Extreme 3D і TeamXbox. Співробітників Voodoo Extreme 3D попросили залишитися волонтерами.

## Авторитет VE3D в ігровій журналістиці
VE3D вважається одним із найавторитетніших і визнаних ігрових сайтів. Нагороди, номінації та відгуки журналістів VE3D мають авторитет у великих розробників. Рейтинги, списки та чарти VE3D висвітлюються безліччю інших ігрових сайтів.